# Коринфський канал
37°56′05″ пн. ш. 22°59′02″ сх. д. / 37.934722222222° пн. ш. 22.983888888889° сх. д.
Кори́нфський кана́л, також Коринтський канал (грец. Διώρυγα της Κορίνθου) — найкоротший європейський канал довжиною 5803 м (6343 разом із гаванями), що з'єднує Іонічне й Егейське моря. Проритий через Коринфський перешийок, що відділяє півострів Пелопоннес від материка. Починається за 2 км на схід від міста Коринт (передмістя Посейдонія) в Коринтській затоці, перетинає найвужче місце перешийка і закінчується в Егінській затоці поблизу новозакладеного міста Істмії. Ширина 24,6 м по поверхні і 21 м по дну, глибина 8 м. Стіни каналу природного походження, головним чином з вапняку, висота стін досягає 79 м. Відкриті мости двох автомобільних доріг і один магістральний залізничний. Підмостовий габарит 52 м. На краях каналу також використовуються два автомобільні мости, що затоплюються.

## Історія

### Спроби будівництва в давнину

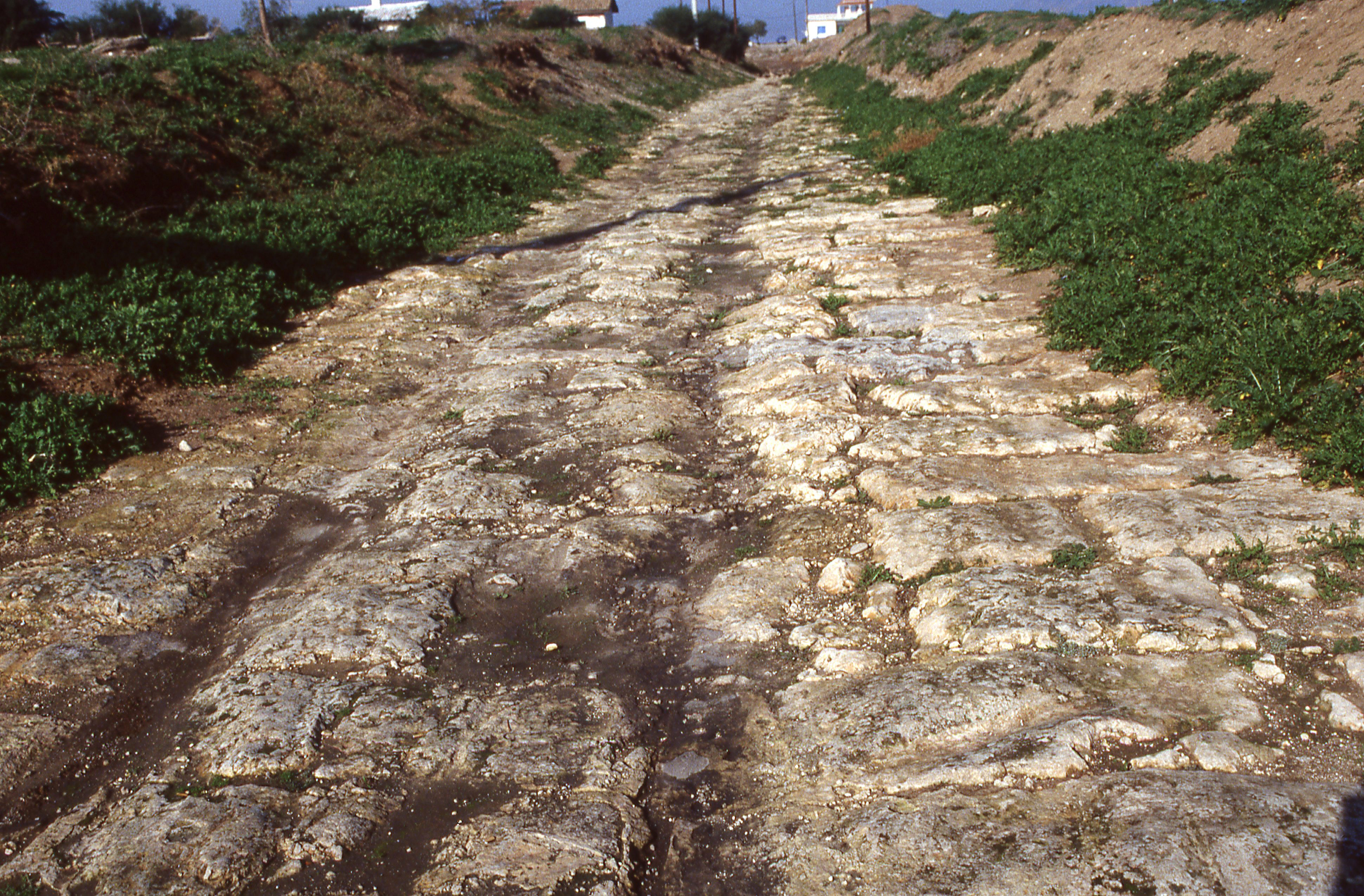
Діолк

Зі стародавніх часів робилися спроби побудувати канал в цьому місці. Перша згадка припадає на VII століття до н. е., коли тиран Коринфу Періандр спробував прорити водний шлях, але зупинив роботи через побоювання про невідповідність рівнів Егейського і Іонічного морів, що загрожувало затопленням земель. Натомість тиран створив простіший і менш дорогий кам'яний скат, що одержав назву «Діолк». Залишки його дотепер існують поряд з каналом. Про прориття каналу думав свого часу ще Нерон. В 67 році н. е. 6 000 рабів почали копати канал, проте після смерті Нерона, його наступник Гальба зупинив дорогий проєкт.

### Будівництво каналу
В 1881 році грецький уряд дав концесію на прориття каналу товариству. Проєктування каналу було доручено угорським архітекторам Іштвану Тюрру і Белі Герстеру, що підготували раніше проєкт панамського каналу. Будівництво каналу було почато французькою компанією, яка припинила роботу через фінансові труднощі не закінчивши проєкт. Грецька компанія на чолі з грецьким банкіром і філантропом Andreas Syngrou підхопила проєкт і закінчила його в рекордні терміни. Експлуатація каналу почалася в 1893 році. Канал дозволив заощадити шлях завдовжки понад 400 км для суден, які огинають Пелопоннес.

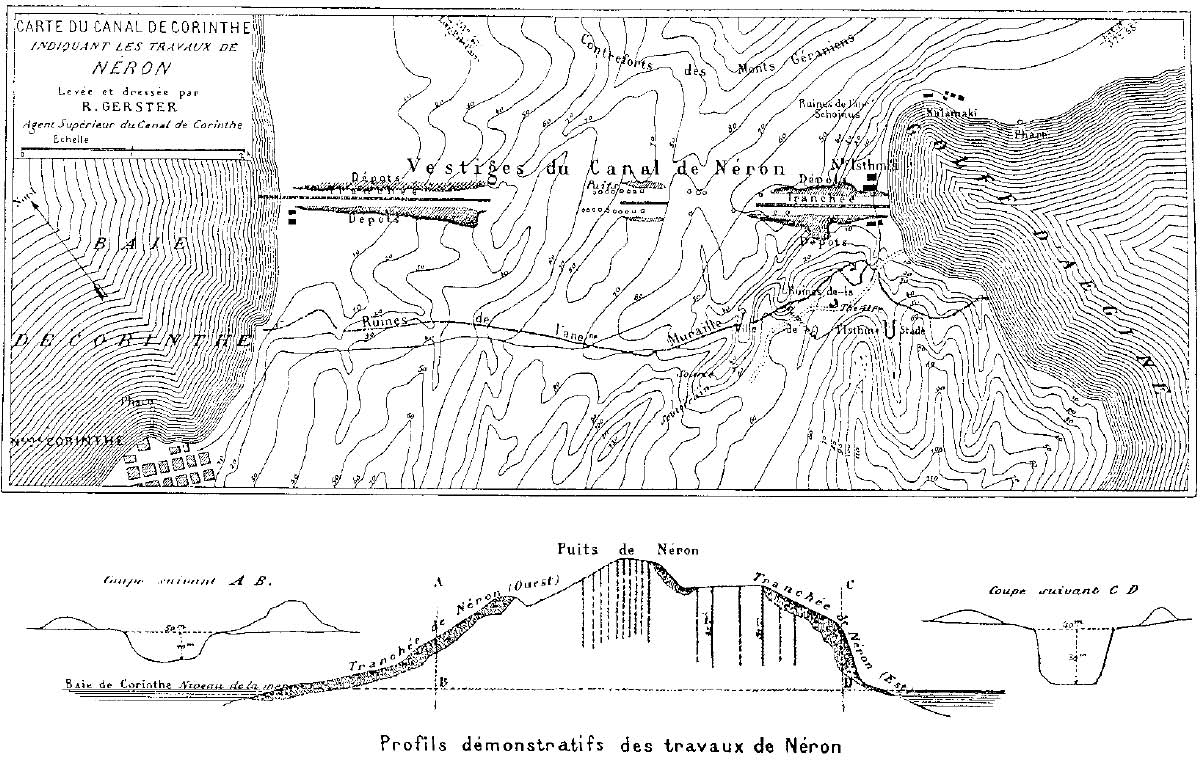
схема побудови каналу 1881 р.
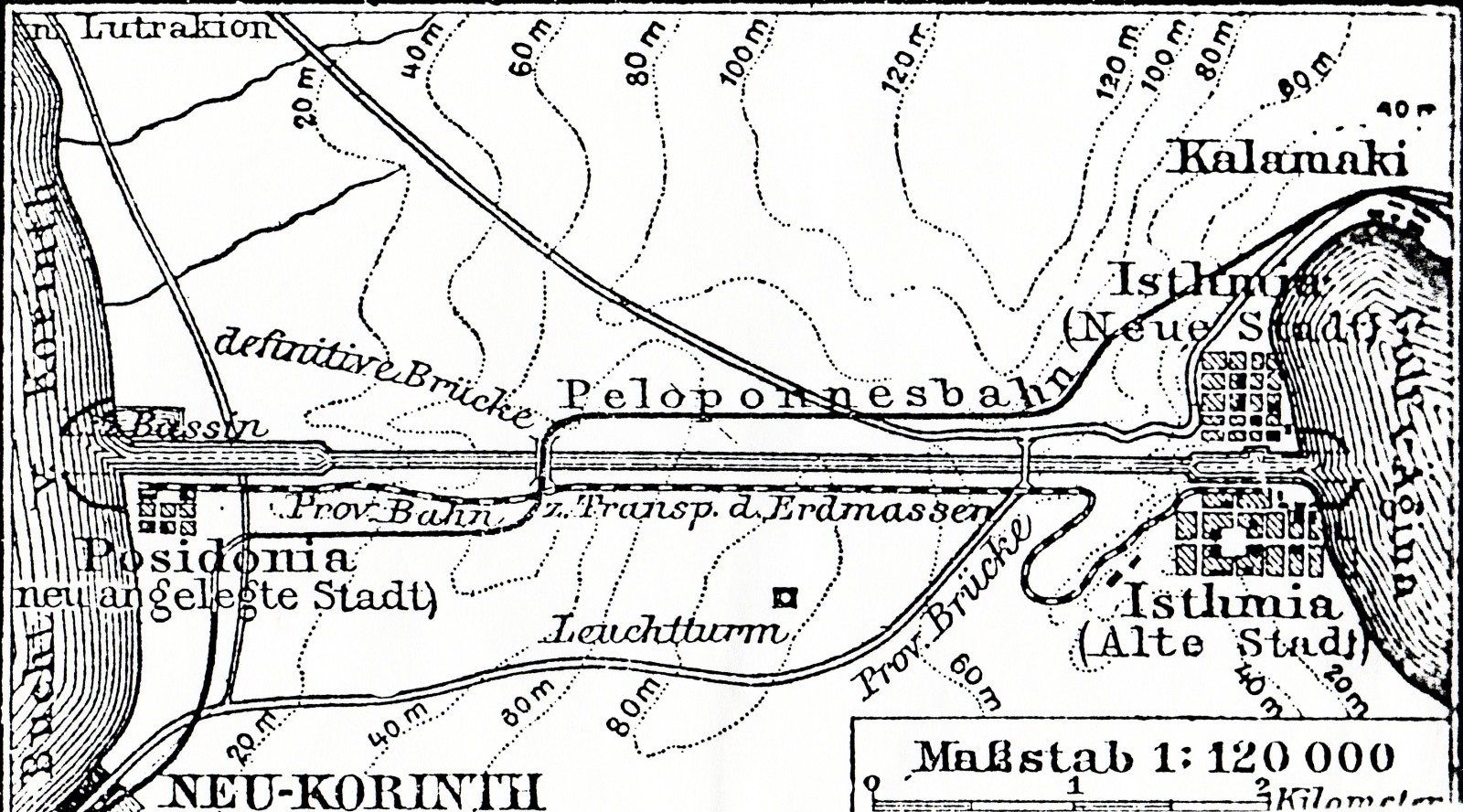
мапа каналу 1888 р.
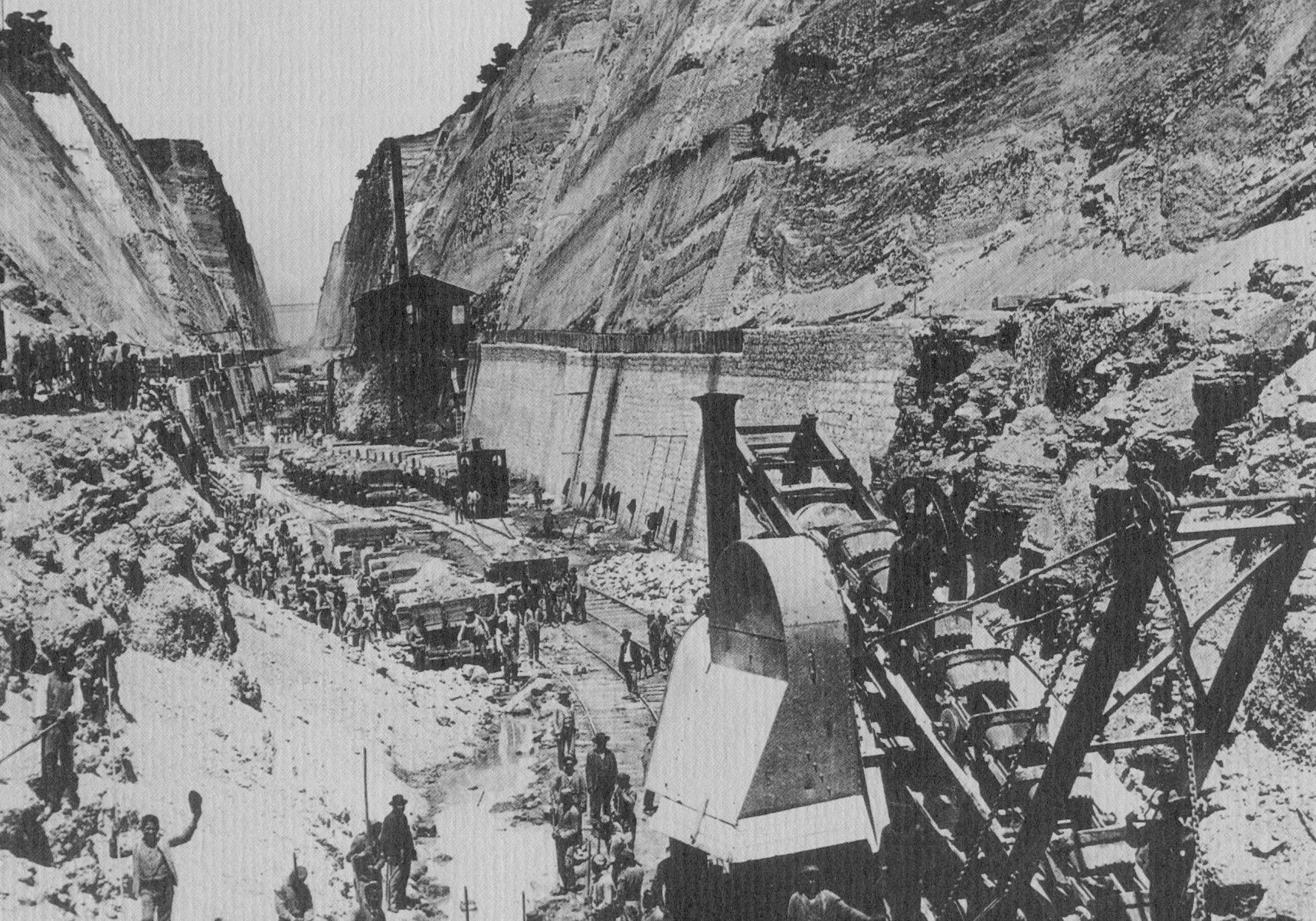
будівництво каналу
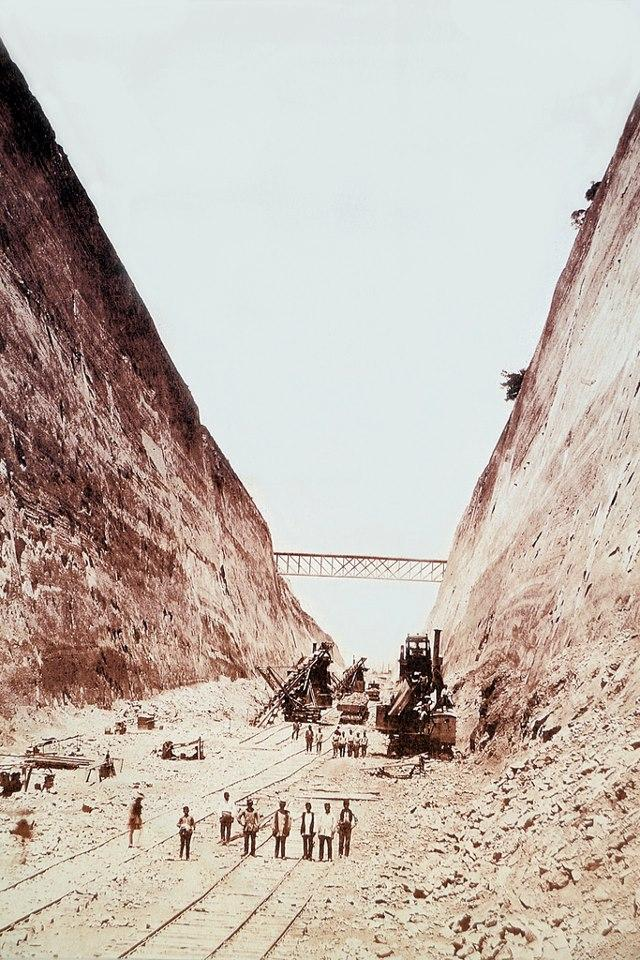
будівництво каналу
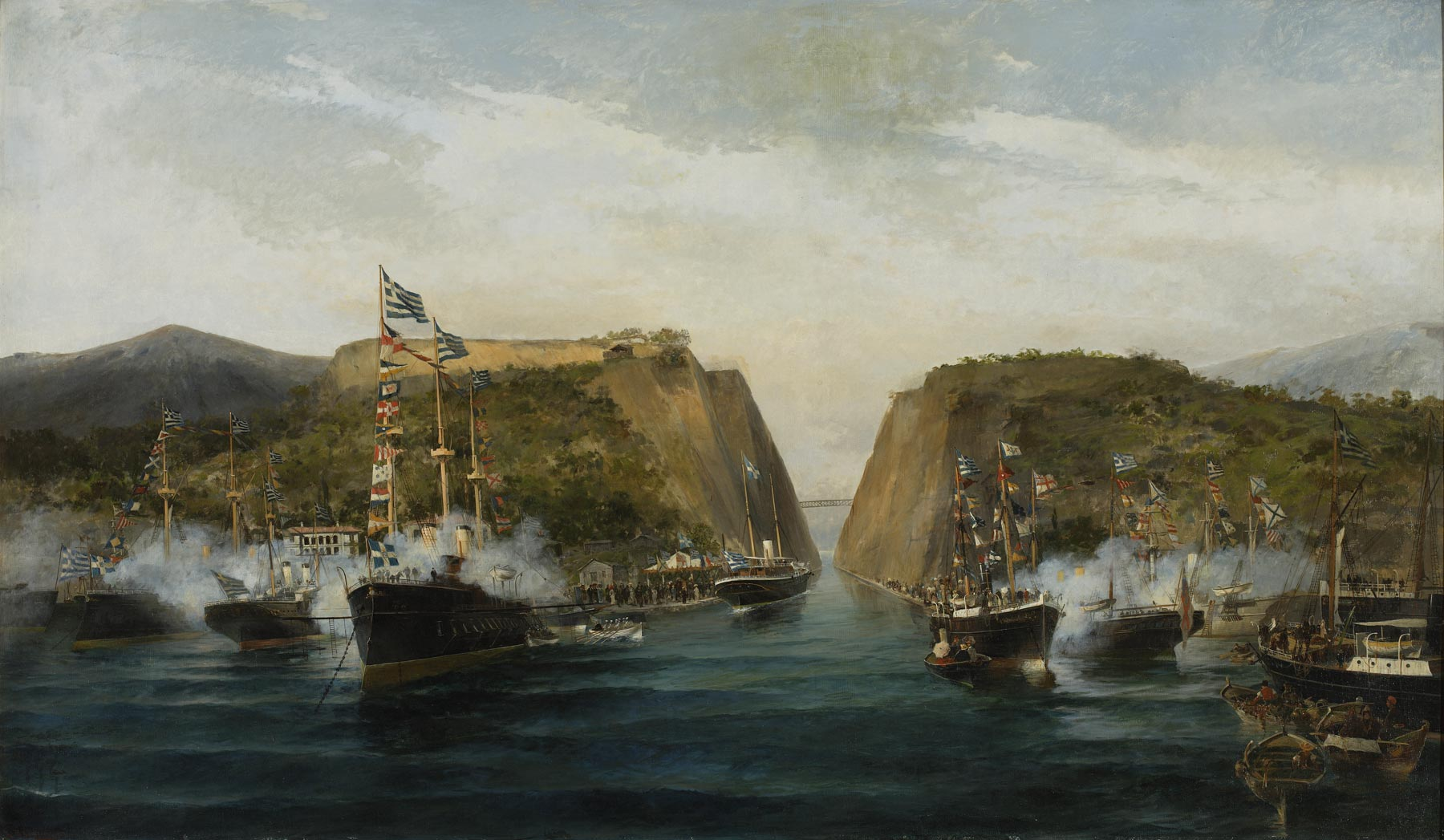
відкриття каналу, художник Константінос Воланакіс, 1893

### Друга світова війна
26 квітня 1941 німецькі парашутисти захопили перешийок, який обороняли грецькі, англійські та новозеландські війська. Залізничний міст був зруйнований. Уже 28 квітня німці звели понтонний міст. Після переходу окупаційної влади до Італії італійський залізничний інженерний полк побудував і залізничний міст.
При відступі 10 жовтня 1944 німецькі війська підірвали канал, разом із тим засипавши його залишками мостів, залізничного рухомого складу і худобою. Розчистка каналу проводилася американським інженерним корпусом у листопаді 1947 – вересні 1948. У квітні 1947 було відновлено автомобільний міст.

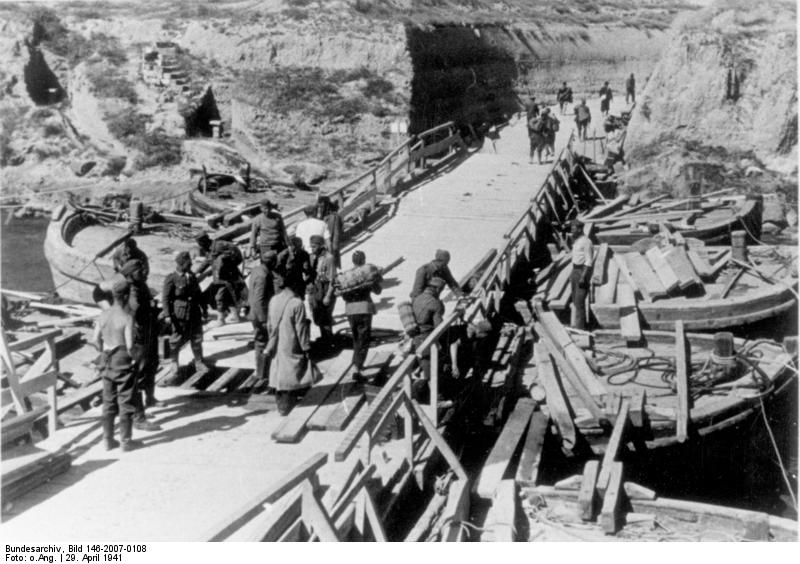
німецький понтонний міст, 1941
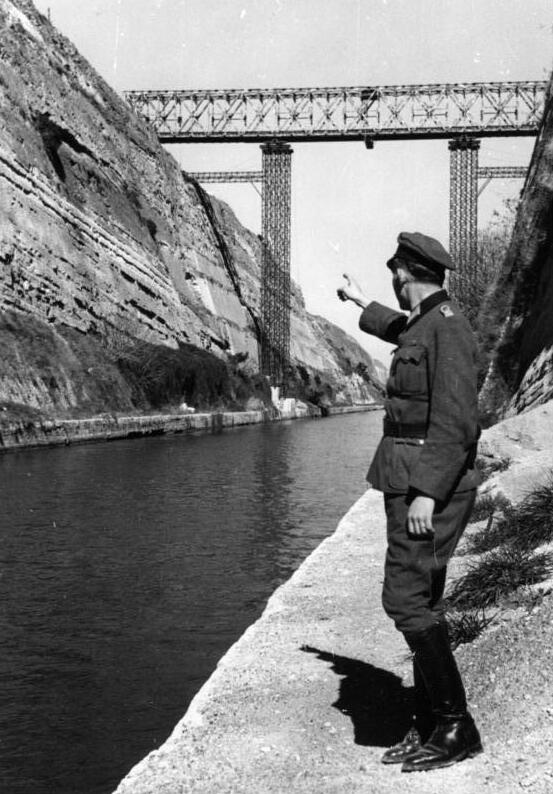
відновлений міст, 1943
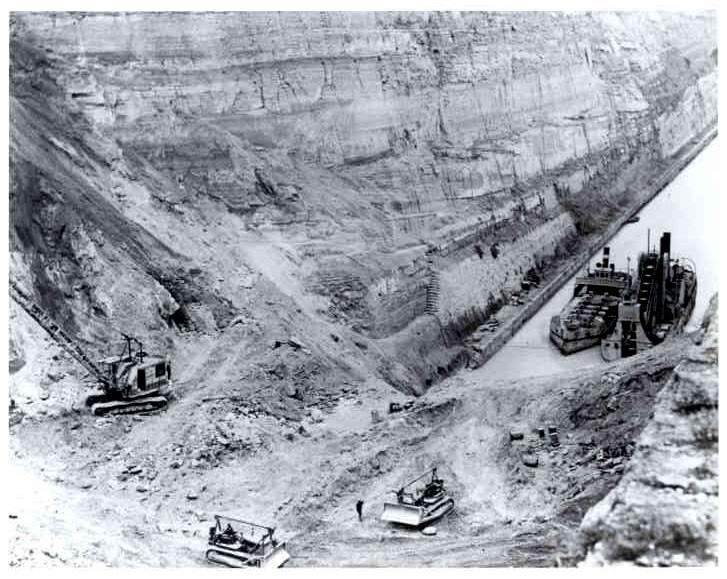
розчищення каналу, 1948
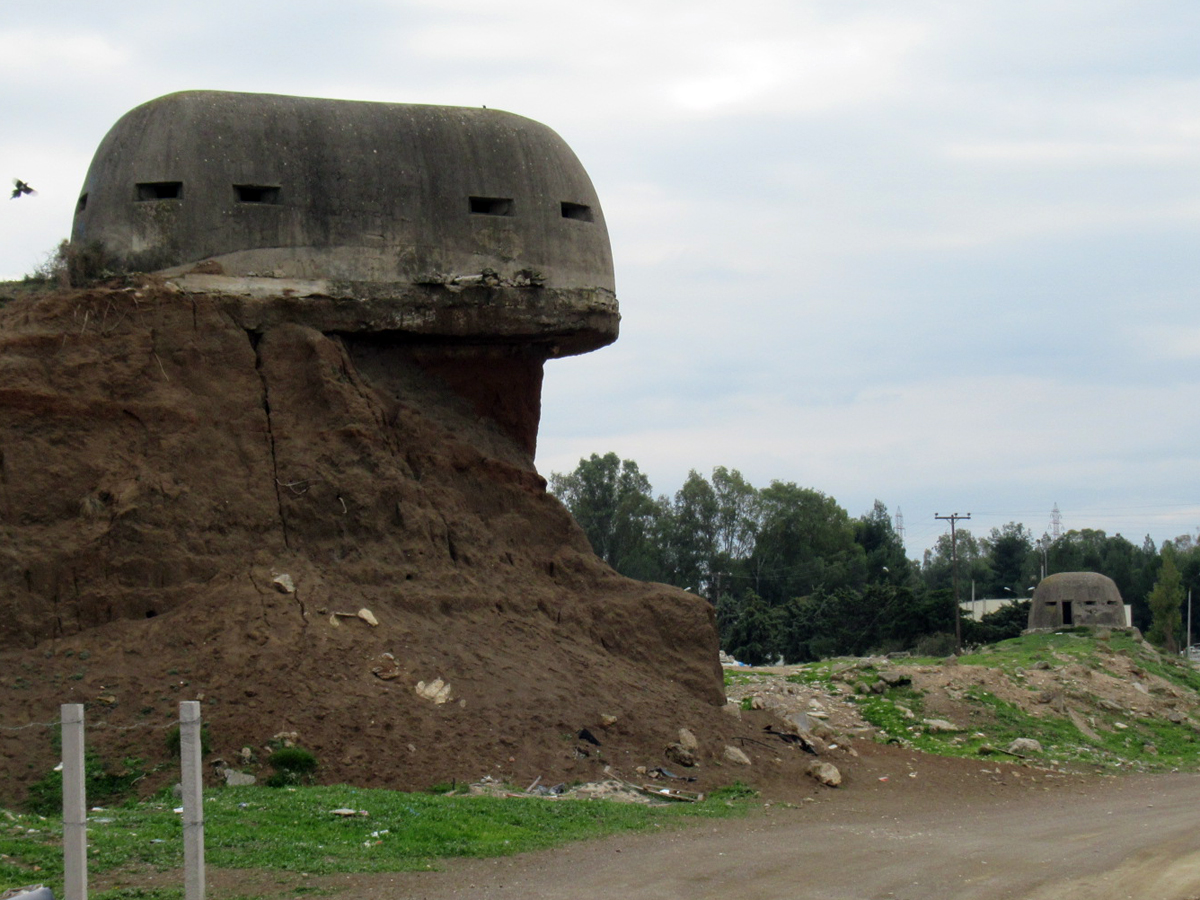
ДОТи
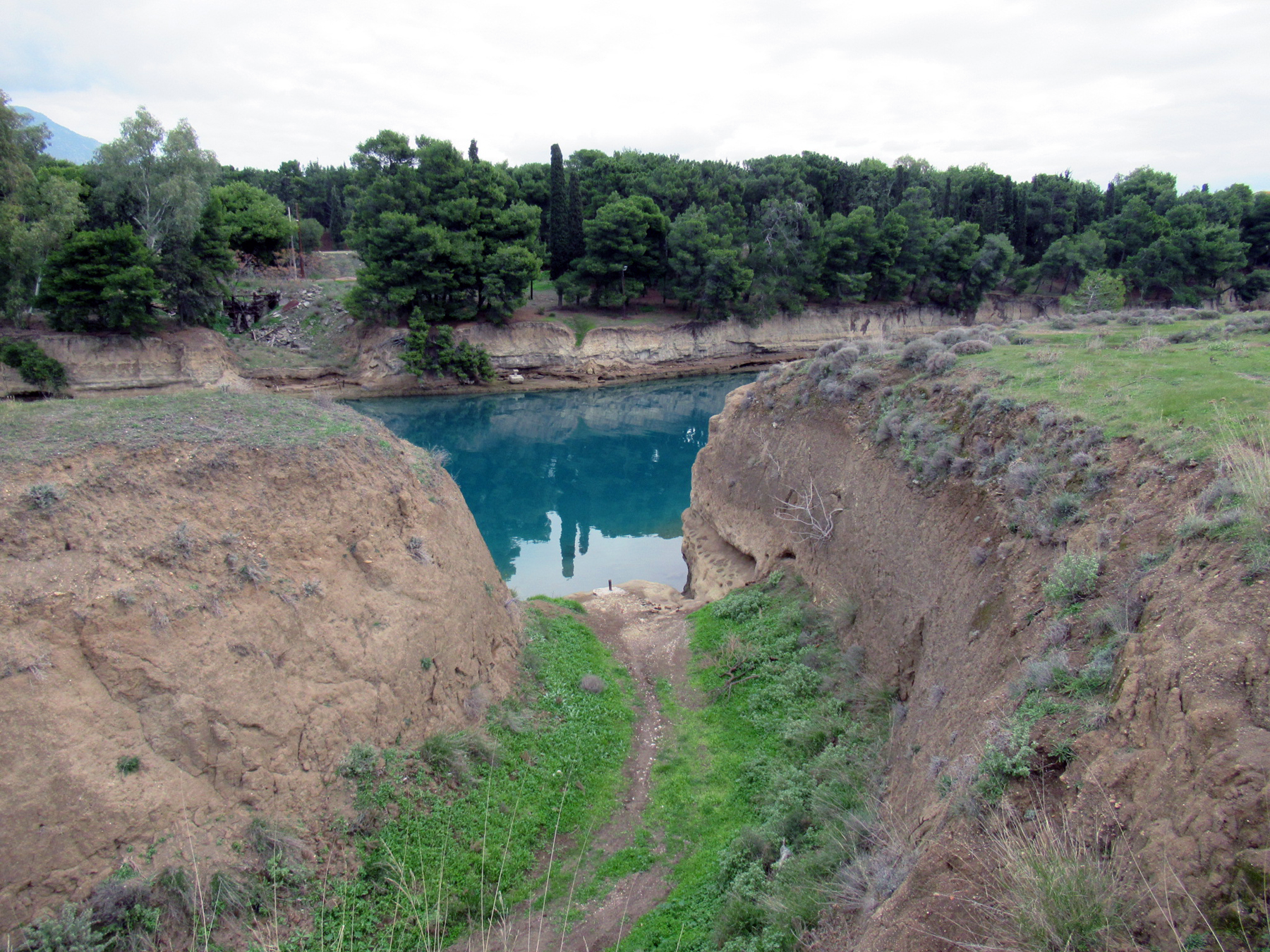
залишки виїмки для понтонного мосту
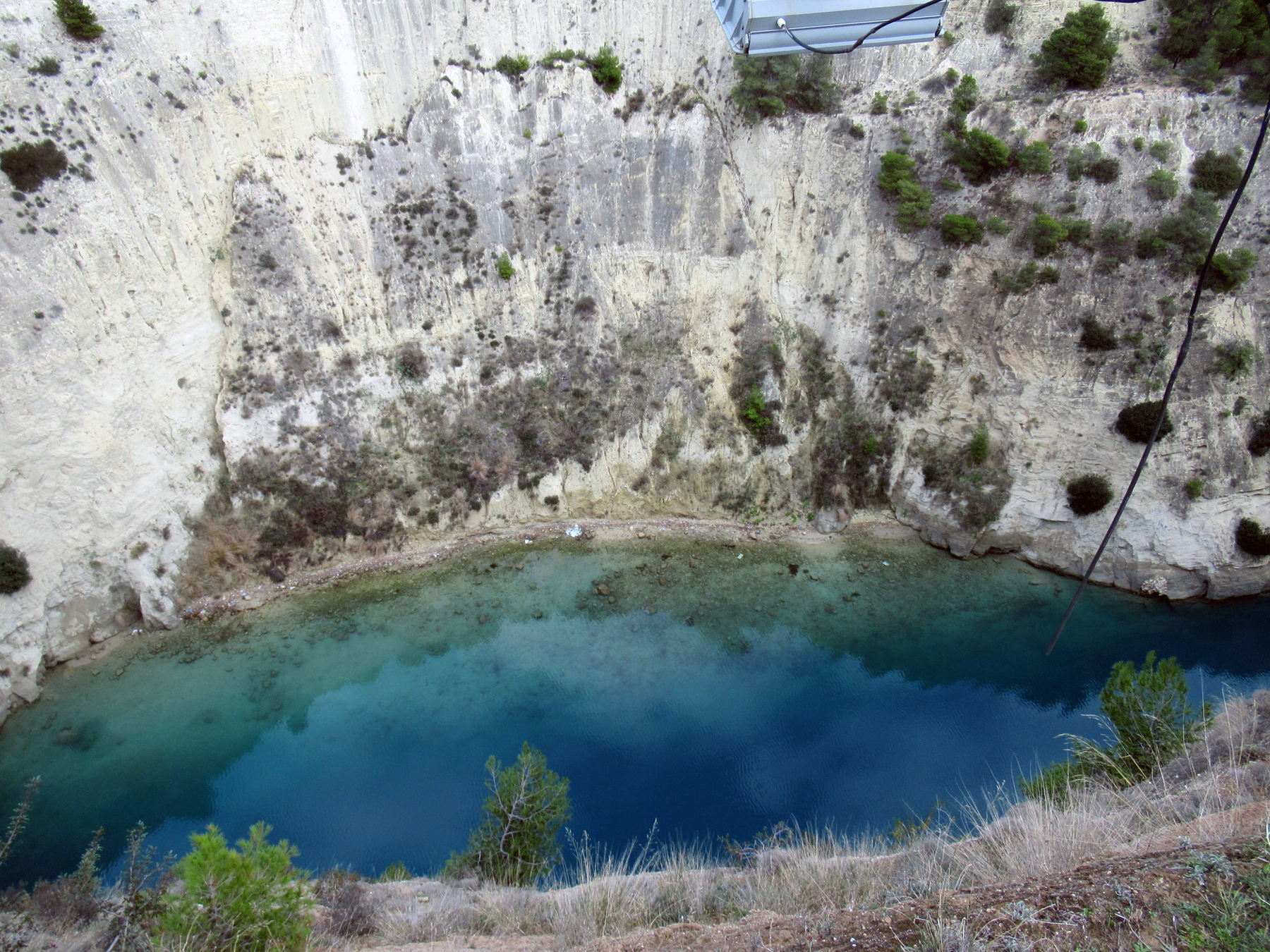
вирва від вибуху, що перекрив канал

### Сучасність

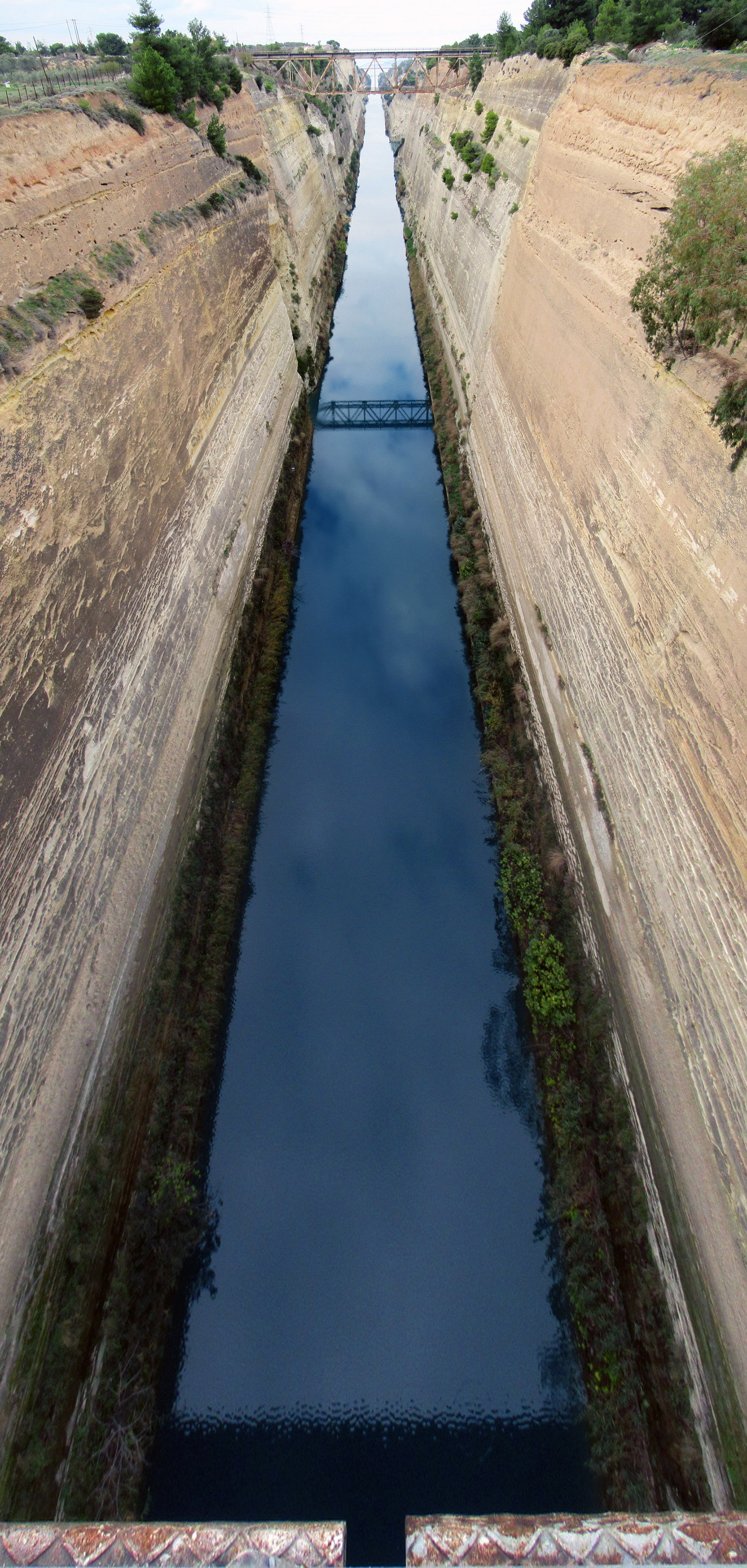
Коринтський канал

Зараз канал частково втратив економічне значення. Через вузькість водного шляху в ньому організований почерговий рух. Канал не можуть проходить великі океанські судна, чия ширина наближається до 20 м. Також великотоннажні судна проходять канал на буксирі, оскільки виникає небезпека розмиву стін. Протягом року канал обслуговує близько 11 000 суден.
Канал є невіддільною частиною державної території Греції, суб'єкта міжнародного права. Плавання визначається загальними нормами міжнародного права, що проголошують свободу судноплавства.

З січня 2021 внаслідок частих обвалень канал закрито для судноплавства. 1 червня 2023 року знову відкрито після проведення ремонтних робіт.

## Галерея

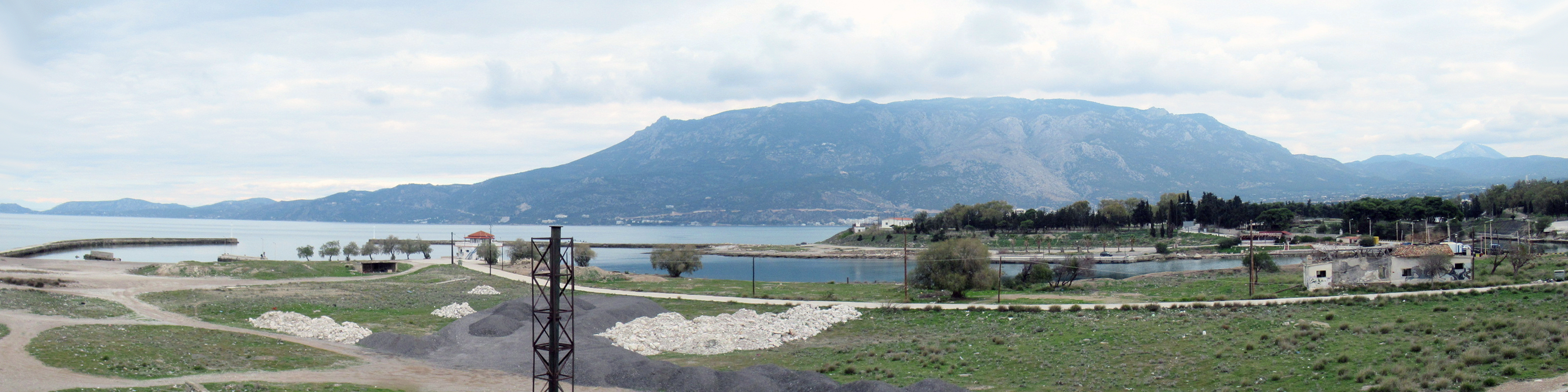
західний початок каналу, Посейдонія
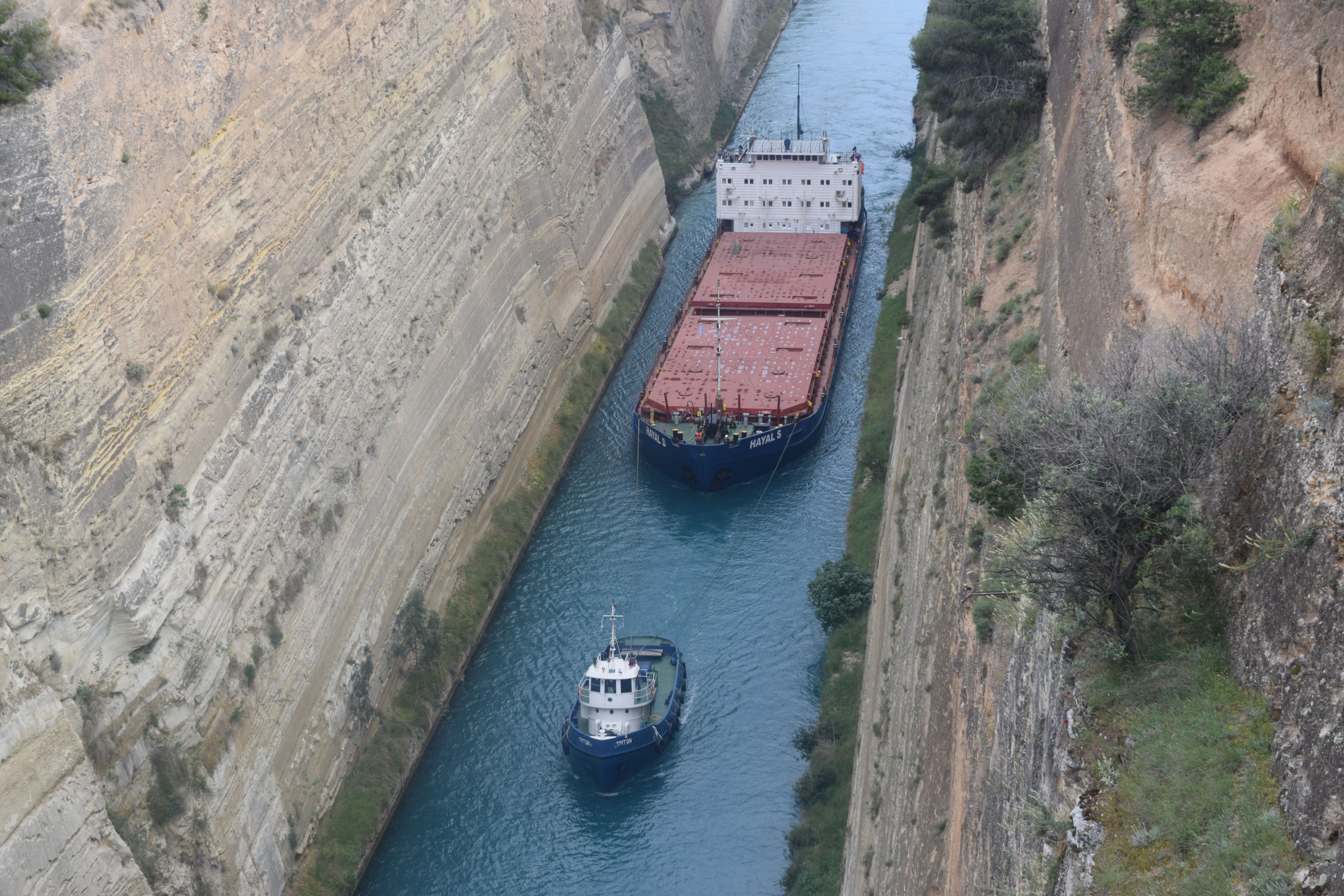
прохід судна з буксиром
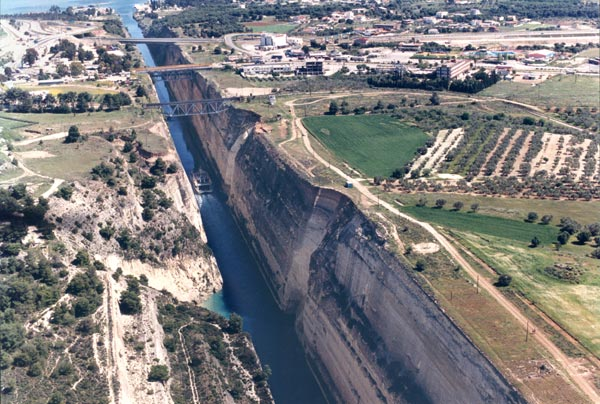
аерофотозйомка
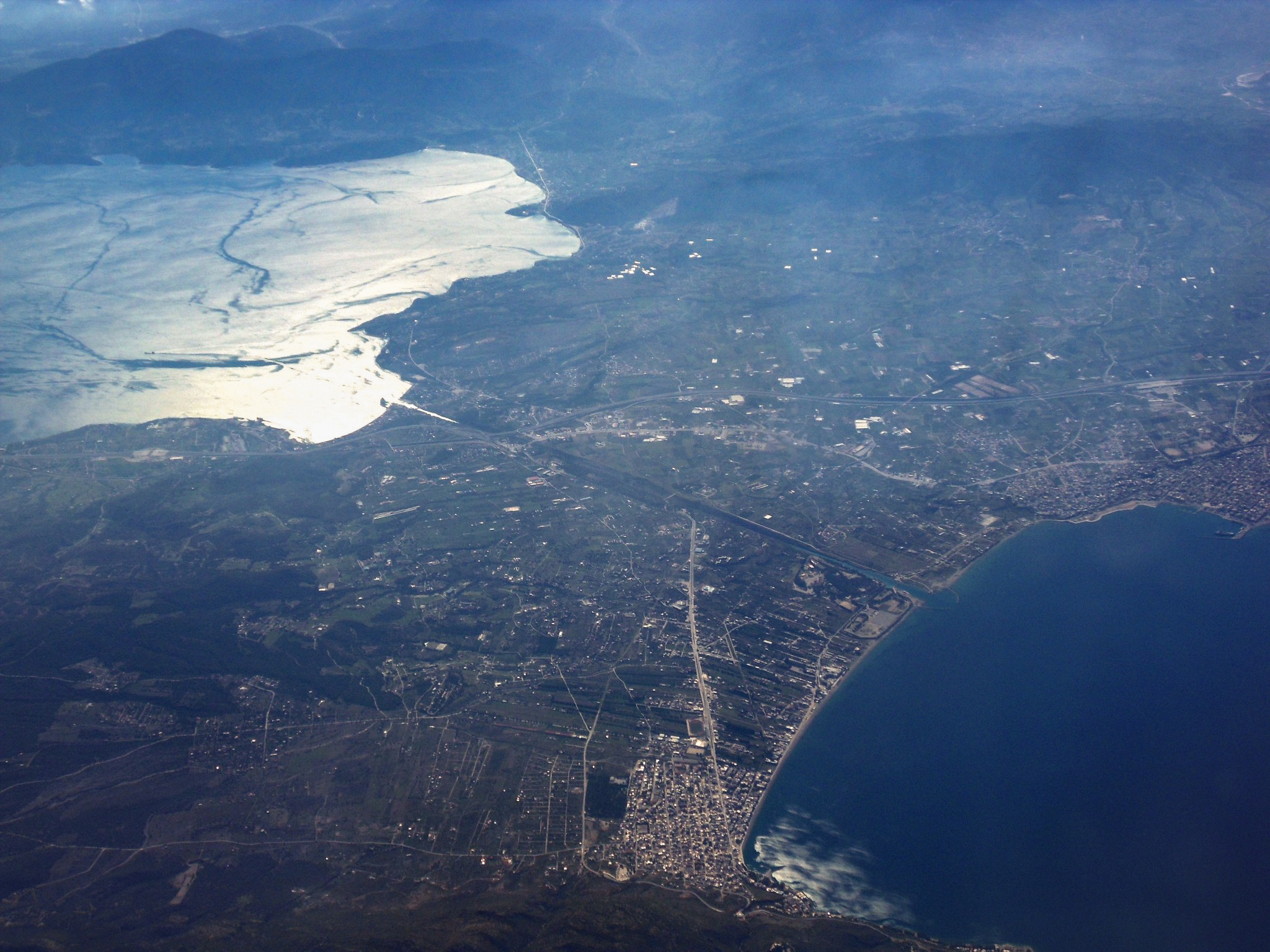
аерофотозйомка
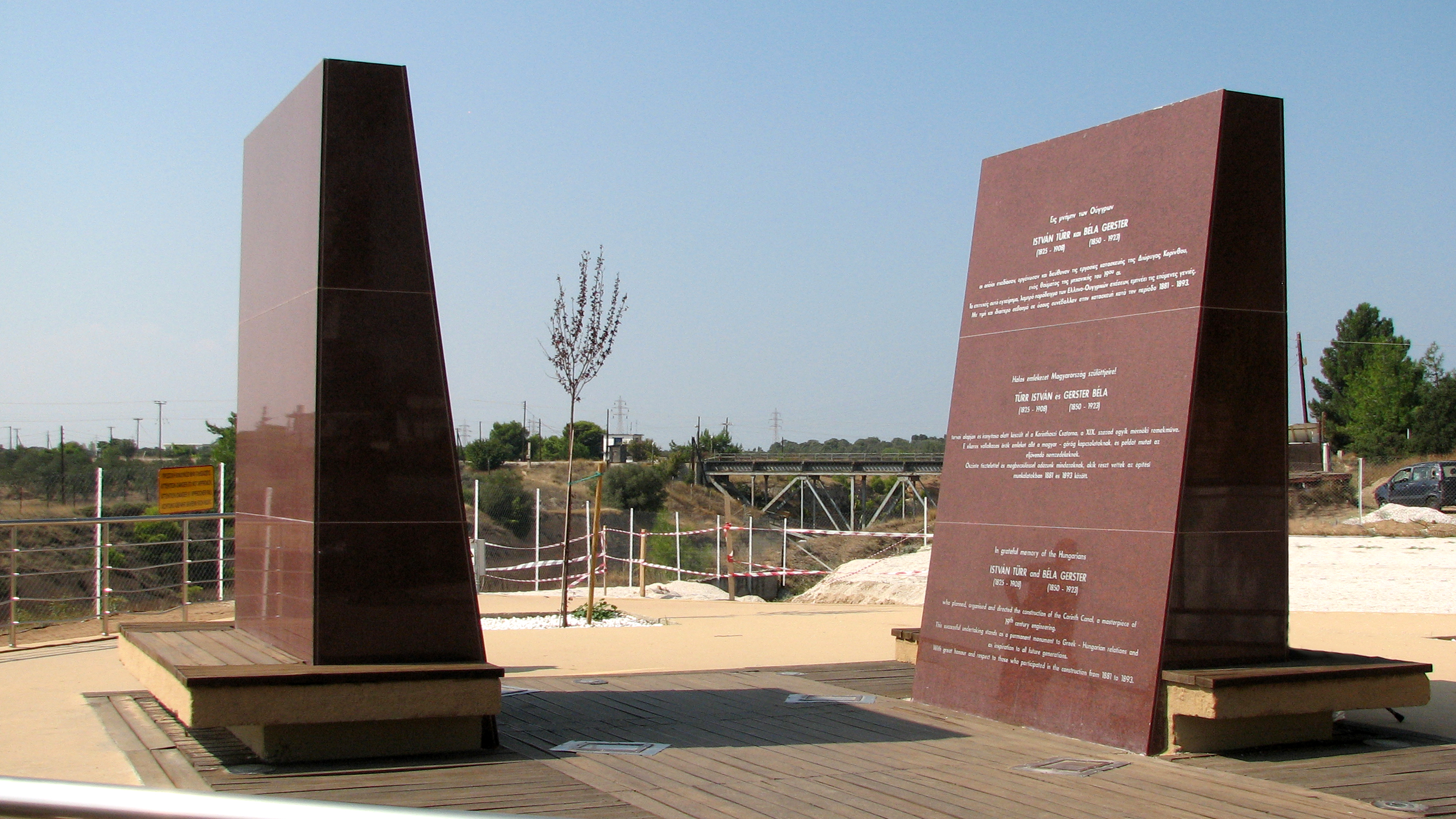
Пам'ятні стели на каналі
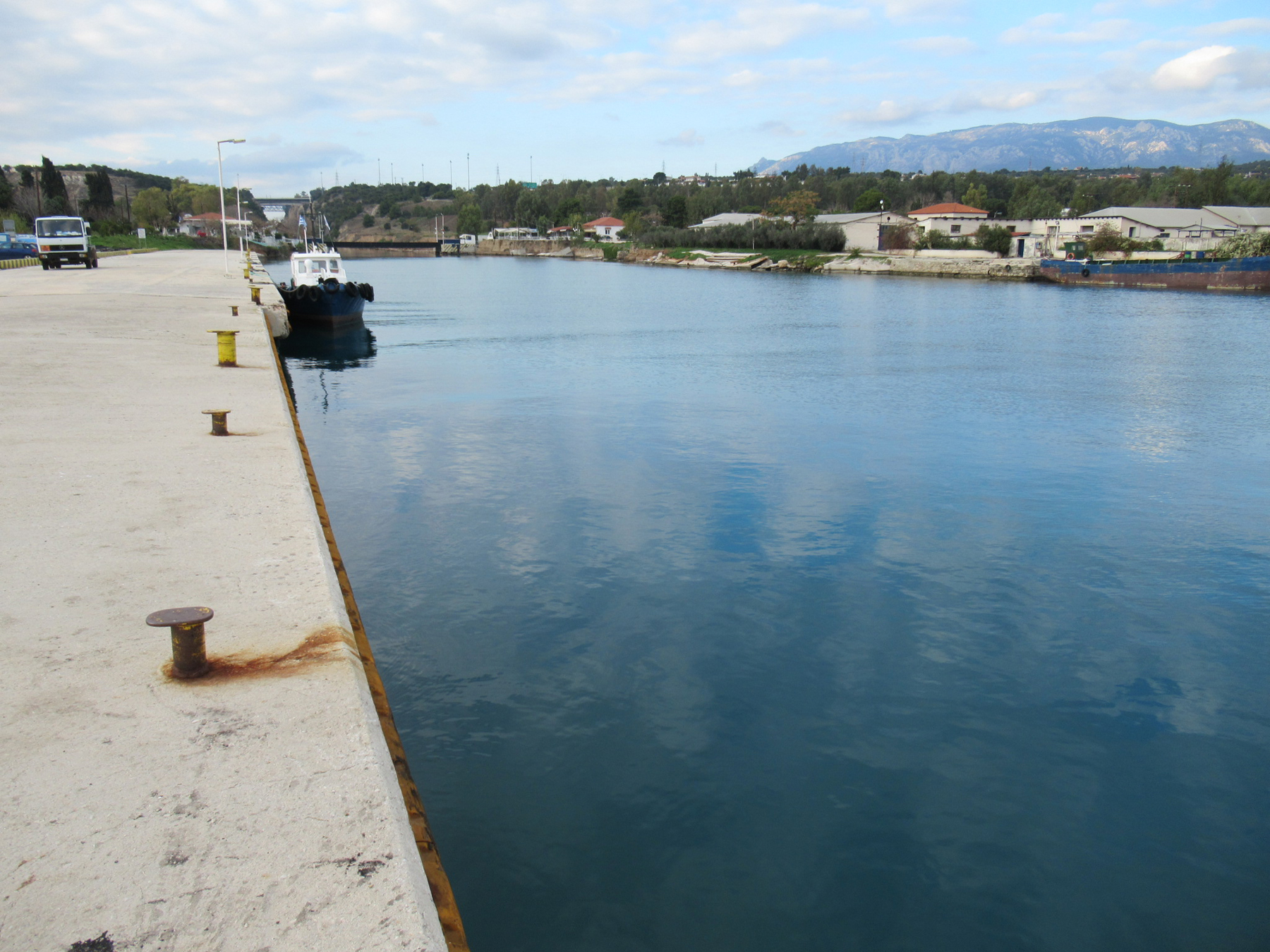
східний початок каналу, Істмія

### Мости

міст, що затоплюється, Посейдонія
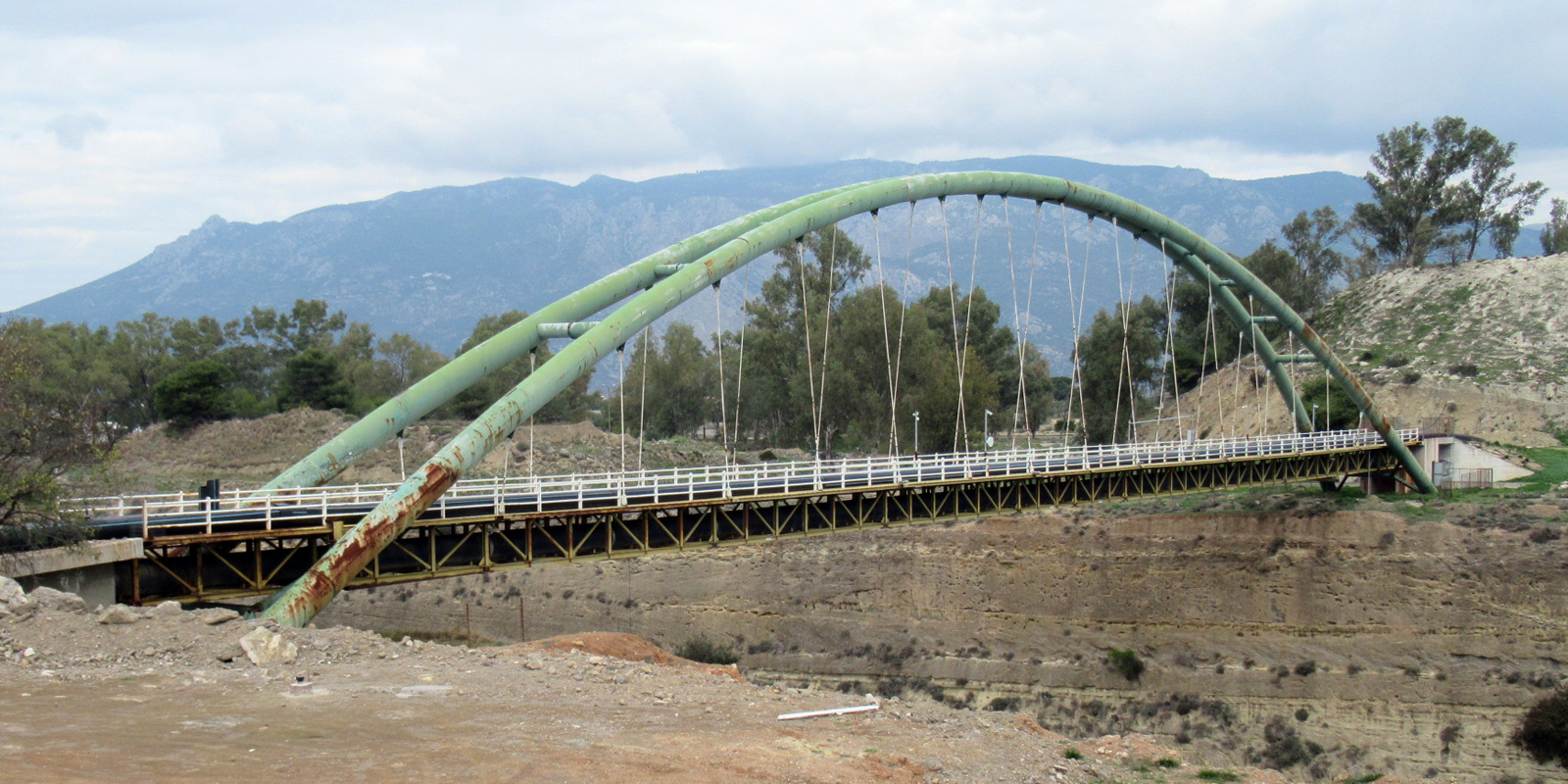
водопроводний міст
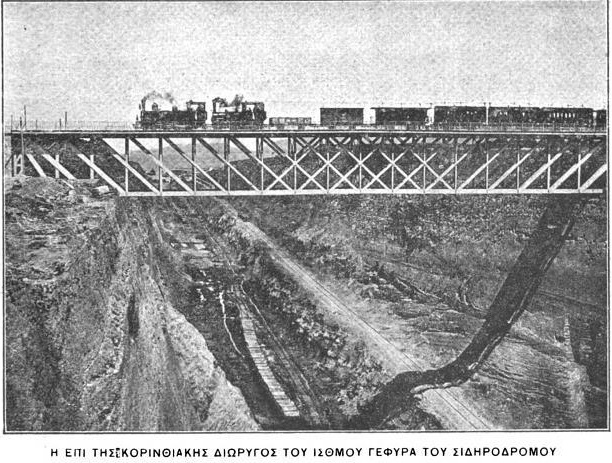
перший залізничний міст
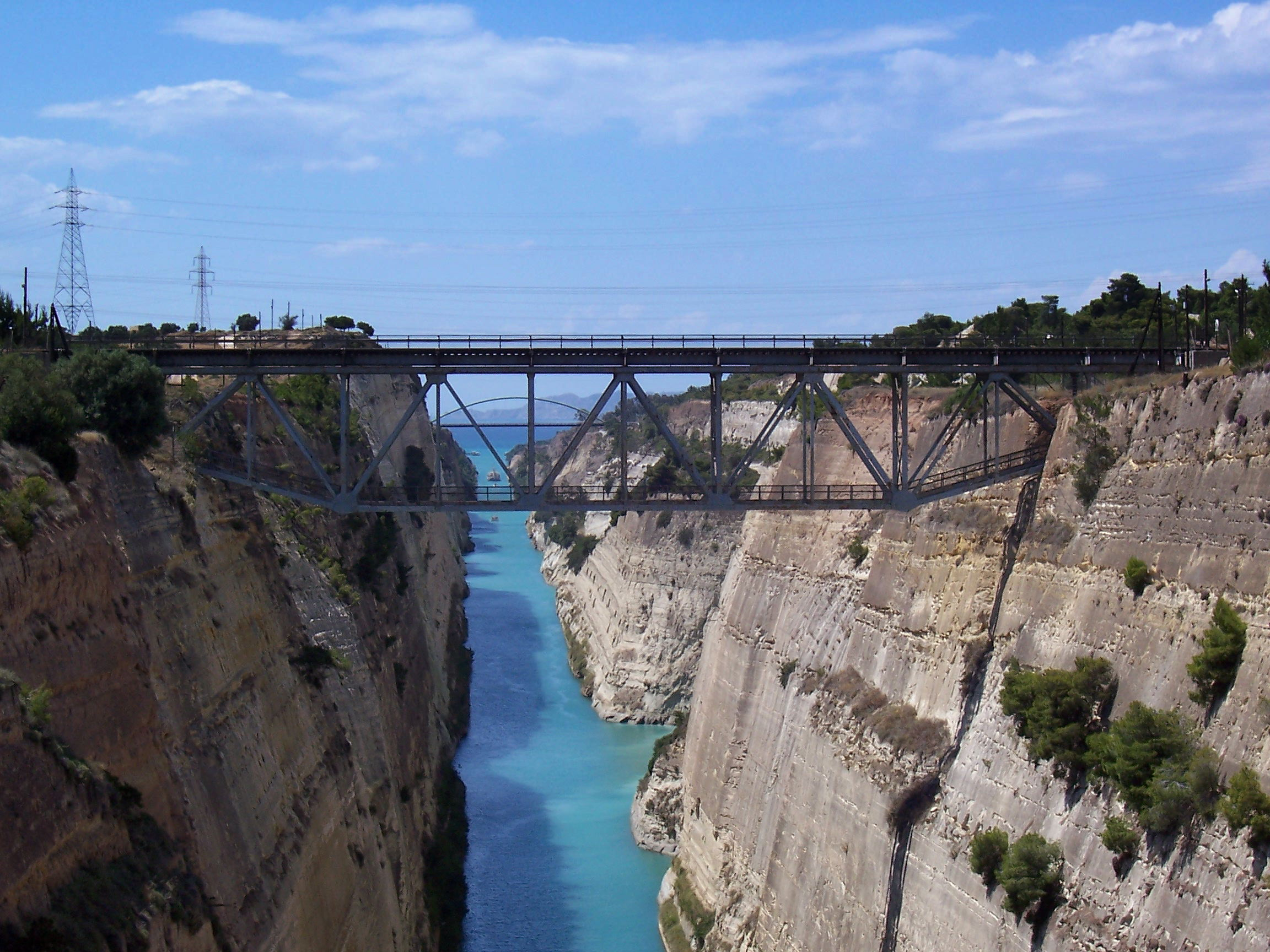
міст розібраної залізниці
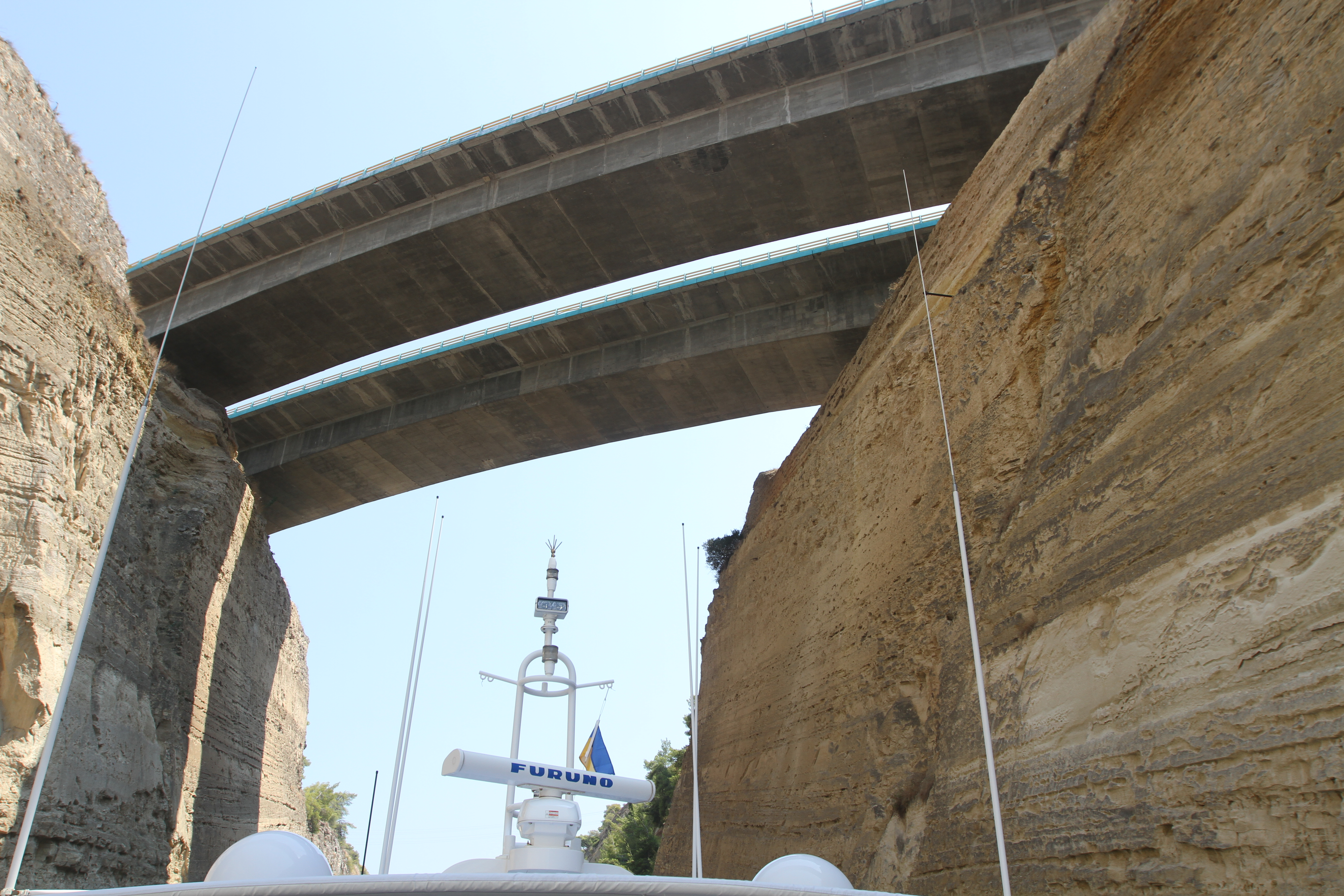
мости старої Національної дороги ЕО8 Атени — Патри
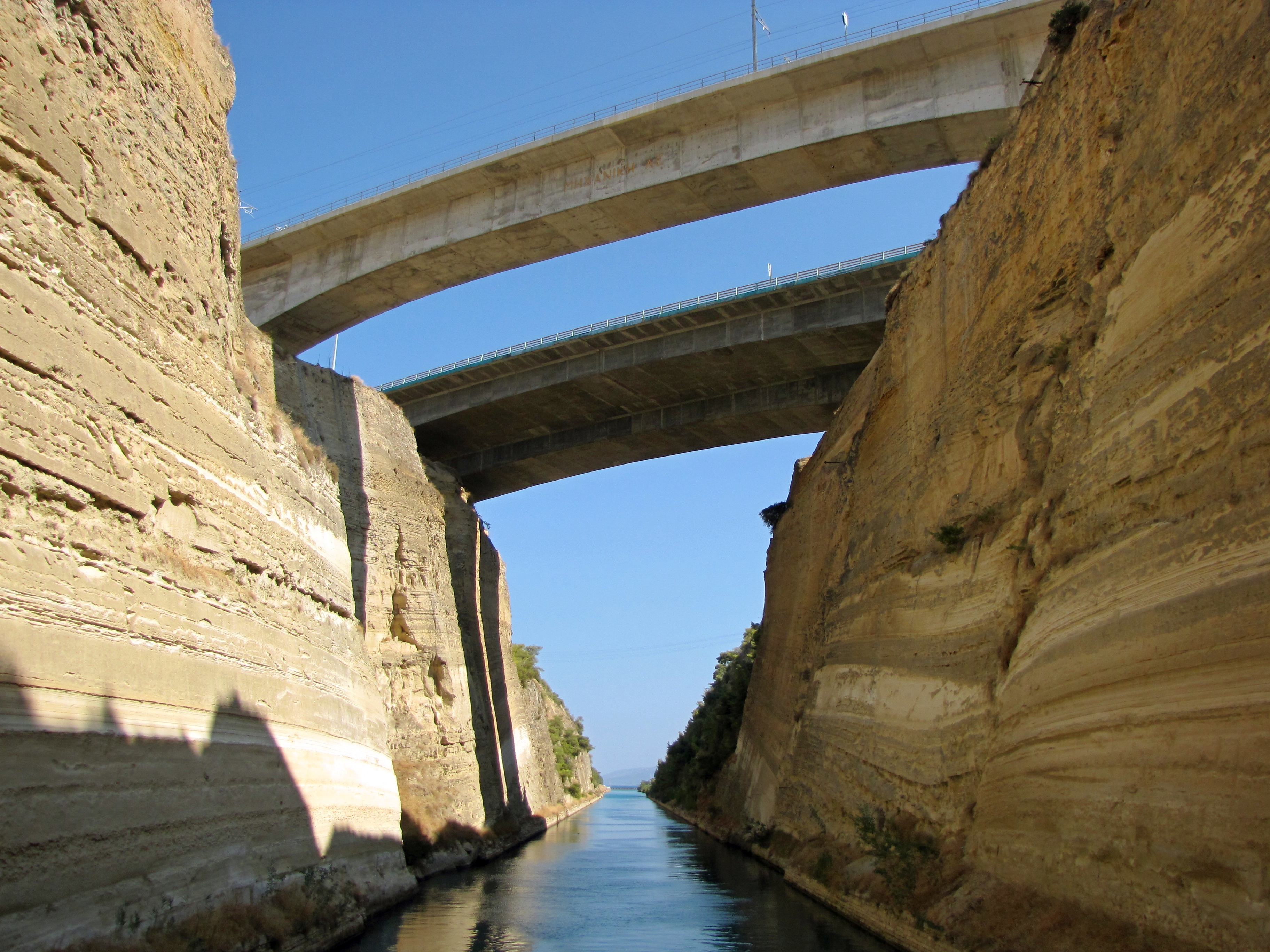
новий залізничний міст (лінія Аеропорт Атени — Патри) і міст нової автомагістралі № 8 Атени — Патри
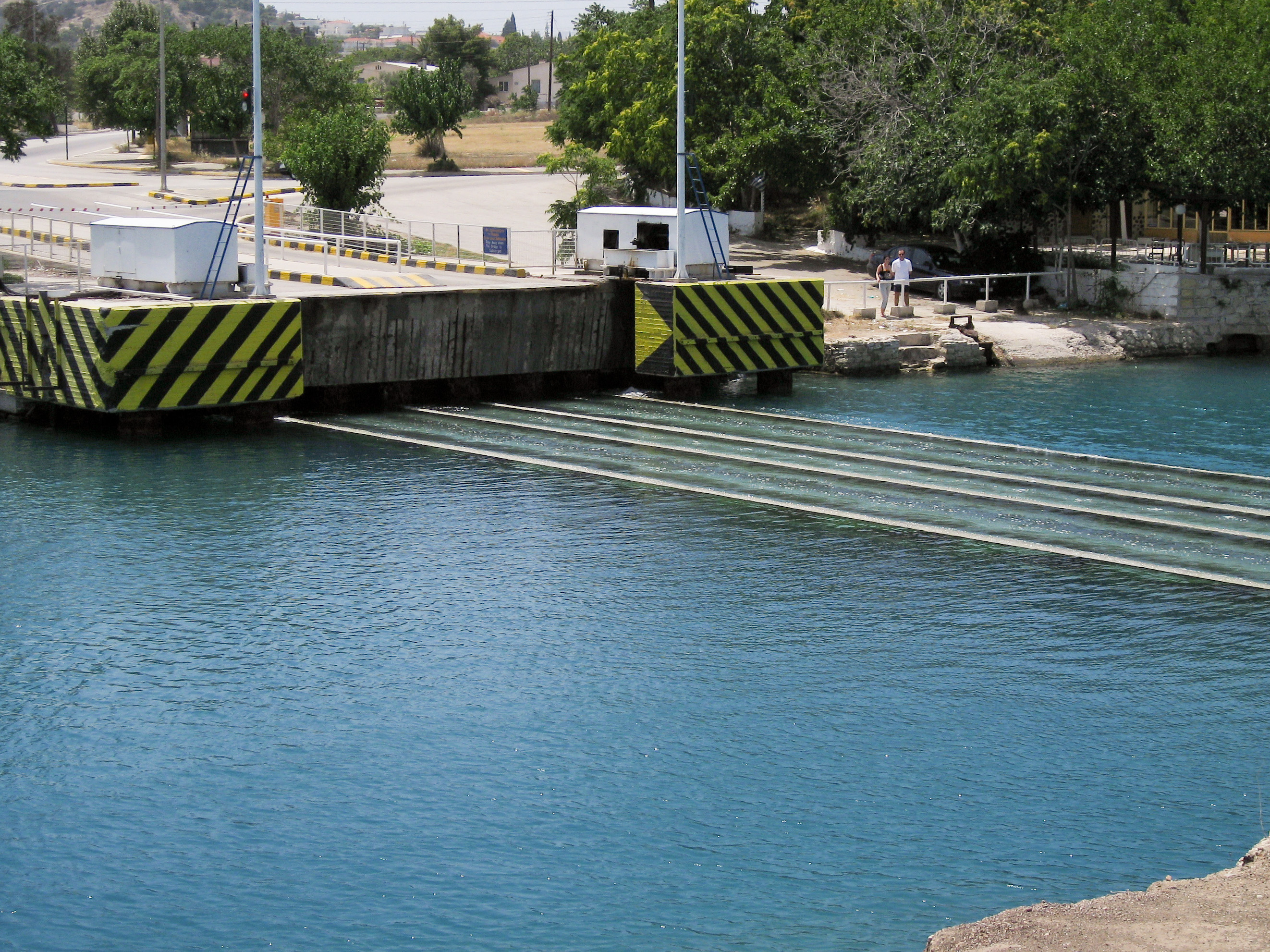
міст, що затоплюється, Істмія